# HIStory: Past, Present and Future, Book I
HIStory: Past, Present and Future, Book I là album phòng thu thứ chín của nghệ sĩ thu âm người Mỹ Michael Jackson, phát hành ngày 20 tháng 6 năm 1995. Đây là album thứ năm của Jackson được phát hành bởi Epic Records, và đầu tiên dưới thương hiệu riêng của ông MJJ Productions. HIStory gồm hai đĩa: Đĩa đầu tiên HIStory Begins là một tuyển tập hit của Jackson giai đoạn 1979-1991, trong khi đĩa thứ hai HIStory Continues bao gồm những tác phẩm mới. Được đánh giá là đĩa hát "cá nhân" nhất trong sự nghiệp của Jackson, 15 bài hát mới trong HIStory chủ yếu đề cập đến các cáo buộc lạm dụng tình dục trẻ em năm 1993 và cách hành xử thiếu công tâm của giới truyền thông nhắm vào ông. Những chủ đề khác được đề cập trong album bao gồm nhận thức về môi trường, sự cô lập, tham lam và bất công.
HIStory là sự kết hợp giữa nhiều phong cách âm nhạc khác nhau, như R&B, pop, hip hop xen lẫn với hard rock và funk rock, trong đó Jackson đồng viết lời và sản xuất hầu hết những bản nhạc. Ngoài ra, đĩa hát còn sự tham gia góp giọng của Janet Jackson, Shaquille O'Neal, Slash và The Notorious B.I.G. Mặc dù nhận được những đánh giá đa phần là tích cực từ giới chuyên môn, lời bài hát của "They Don't Care About Us" vấp phải tranh cãi về ca từ bị cho là chống Do Thái, khiến Jackson phải lên tiếng giải thích và chỉnh sửa lại nội dung trong những ấn bản sau của album. HIStory đã gặt hái nhiều giải thưởng và đề cử tại những lễ trao giải lớn, bao gồm năm đề cử giải Grammy tại lễ trao giải thường niên lần thứ 38, bao gồm Album của năm và chiến thắng hạng mục Video ca nhạc hình thái ngắn xuất sắc nhất cho "Scream".
HIStory ra mắt ở vị trí số một tại 20 quốc gia trên toàn cầu, và lọt vào top 5 ở hầu hết những thị trường còn lại. Năm đĩa đơn đã được phát hành từ album, trong đó "Scream/Childhood" trở thành đĩa đơn đầu tiên ra mắt trong top 5 trên bảng xếp hạng Billboard Hot 100 ở vị trí thứ 5, trong khi "You Are Not Alone" là bài hát đầu tiên đứng nhất trong tuần đầu trên Billboard Hot 100. Những đĩa đơn còn lại "Earth Song", "They Don't Care About Us" và "Stranger in Moscow" cũng gặt hái nhiều thành công trên thị trường quốc tế. Jackson sau đó thực hiện HIStory World Tour, thu về 165 triệu đô la và trở thành chuyến lưu diễn của nghệ sĩ hát đơn có doanh thu cao nhất thập niên 1990. Tính đến nay, HIStory đã bán được hơn 20 triệu bản trên toàn thế giới, trở thành một trong những album bán chạy nhất mọi thời đại.

## Tổng quan
Bắt đầu từ cuối thập niên 1980, mối quan hệ giữa Jackson và giới truyền thông lá cải trở nên phức tạp. Năm 1986, các tờ báo lá cải đưa tin Jackson ngủ trong một buồng oxy cao áp và đề nghị mua bộ xương của Joseph Merrick ("Người Voi"), cả hai đều bị Jackson phủ nhận. Những câu chuyện trên là tiền đề cho biệt danh "Wacko Jacko", một cái tên Jackson khinh miệt. Ông ngừng tiết lộ những điều phi thực tế cho báo chí, và giới truyền thông bắt đầu tạo ra những câu chuyện của riêng họ. Năm 1989, Jackson phát hành "Leave Me Alone", một bài hát nói lên nhận thức của bản thân dưới ngòi bút báo chí.
Trong năm 1993, mối quan hệ giữa Jackson và báo chí trở nên căng thẳng hơn bao giờ hết khi ông bị cáo buộc lạm dụng tình dục trẻ em. Mặc dù không bị kết tội, Jackson phải chịu sự theo dõi sát sao từ giới truyền thông trong quá trình điều tra vụ án. Họ đặt những dòng tít giật gân và gây hiểu lầm để thu hút độc giả và người xem; trả tiền cho những câu chuyện về quá trình hình thành cáo trạng của Jackson và tài liệu bí mật từ cuộc điều tra của cảnh sát; sử dụng những hình ảnh không đẹp về Jackson. Năm 1994, Jackson nói về việc đưa tin trên các phương tiện truyền thông: "Tôi cực kỳ tức giận trước cách đưa tin thật khó tin và khủng khiếp của truyền thông đại chúng. Bất kể khi nào, truyền thông đều mổ xẻ và thao túng những cáo buộc để đưa ra kết luận của riêng họ."
Jackson bắt đầu sử dụng nhiều loại thuốc giảm đau, Valium, Xanax và Ativan để đối phó với những căng thẳng xung quanh cáo buộc. Một vài tháng sau khi cáo buộc được công khai, Jackson đã ngừng ăn. Ngay sau đó, sức khỏe của Jackson tiến triển xấu đến mức ông phải hủy bỏ phần còn lại của Dangerous World Tour và thực hiện quá trình phục hồi chức năng. Jackson đặt toàn bộ tầng thứ tư của một phòng khám và được truyền Valium IV để cai thuốc giảm đau. Năm 1993, Daily Mirror tổ chức một cuộc thi "Truy Tìm Jacko", treo thưởng cho độc giả một chuyến đi đến Disney World nếu họ có thể dự đoán chính xác nơi Jackson sẽ xuất hiện tiếp theo.
Cùng năm đó, một tiêu đề của Daily Express có nội dung "Ngôi Sao Điều Trị Thuốc Phải Đối Mặt Với Cuộc Sống Chạy Trốn", trong khi News of the World cáo buộc Jackson là một kẻ trốn chạy; những tờ báo lá cải này còn thêu dệt thông tin sai sự thật rằng Jackson đến châu Âu để phẫu thuật thẩm mỹ khiến ông không thể nhận ra khi trở về. Vào đầu tháng 11 năm 1993, người dẫn chương trình Geraldo Rivera tạo nên một phiên tòa giả với bồi thẩm đoàn gồm các khán giả, mặc dù thực tế Jackson không hề bị kết tội.

## Sản xuất và phát hành
HIStory được thu âm từ tháng 9 năm 1994 đến tháng 3 năm 1995. Jackson là đồng tác giả và sản xuất cho đa số những bài hát từ album. Bên cạnh Jackson, nhiều cộng tác viên khác nhau cũng tham gia quá trình thực hiện cho album, bao gồm nhiều nhà viết lời như Jimmy Jam & Terry Lewis, Dallas Austin, The Notorious B.I.G., Bruce Swedien, R. Kelly và René Moore, bên cạnh một số nhà sản xuất như David Foster và Bill Bottrell. Đây là album phòng thu đầu tiên của Jackson kể từ Dangerous (1991), và là sản phẩm chính thức đầu tiên của ông kể từ khi bị cáo buộc lạm dụng trẻ em tình dục vào năm 1994. HIStory được phát hành như là một album đĩa đôi; đĩa đầu tiên (HIStory Begins) bao gồm những bài hát nổi tiếng nhất của Jackson trích từ bốn album phòng thu, Off the Wall (1979), Thriller (1982), Bad (1987) và Dangerous (1991). Về mặt âm nhạc, album là sự kết hợp giữa nhiều thể loại như R&B, pop, rock, dance, urban, new jack swing, funk, và hip-hop. Nó chính thức được phát hành vào ngày 16 tháng 6 năm 1995 bởi Epic Records trực thuộc Sony Music.

## Sáng tác
Tương tự như những album trước của Jackson như Thriller và Bad, HIStory bao gồm nội dung lời bài hát đề cập đến việc đối phó với chứng hoang tưởng, trong đó đa số những bài hát mới được viết lời bởi Jackson. Một số bài hát trong album liên quan đến các cáo buộc lạm dụng tình dục trẻ em nhằm chống lại Jackson vào năm 1993 và sự ngược đãi nhận thức của giới truyền thông đối với ông, chủ yếu là các tờ báo lá cải. Vì vậy, album đã được mô tả như là của album "cá nhân" nhất của Jackson. Thể loại âm nhạc của album pha lẫn giữa R&B, pop, hard rock và ballad. Lời bài hát liên quan đến sự cô lập, tham lam, mối quan tâm về môi trường, bất công. "Scream" là một bản song ca với em gái Janet Jackson, các nhà phê bình đương đại lưu ý rằng rất khó để phân biệt tiếng nói của họ. "Scream" lời bài hát là về sự bất công.
Lời bài hát của bản R&B ballad "You Are Not Alone", viết bởi R. Kelly, liên quan đến sự cô lập. Hai nhạc sĩ người Bỉ là anh em Eddy và Danny Van Passel đã tuyên bố rằng bài hát có nhiều nét tương đồng với những giai điệu mà họ viết năm 1993; Trong tháng 9 năm 2007, một thẩm phán Bỉ đã phán quyết bài hát đã ăn cắp ý tưởng từ anh em Van Passel, và sau đó nó đã bị cấm trên sóng phát thanh tại Bỉ. "D.S." là một bản hard rock, mà lời bài hát đã được giải thích bởi các nhà phê bình âm nhạc như là một cuộc đả kích vào kẻ nhiệt tình đứng sau, tố cáo trong phiên tòa xét xử lạm dụng tình dục trẻ em của Jackson, Thomas Sneddon. Nhiều nhà phê bình đánh giá bài hát lưu ý rằng "người đàn ông lạnh" trong lời bài hát là Sneddon; khi tên "Dom S. Sheldon" từ phần điệp khúc, nó nghe giống như "Thomas Sneddon".
"Money" được hiểu là nhắm đến Evan Chandler, cha của cậu bé đã cáo buộc Jackson lạm dụng tình dục trẻ em. Lời bài hát "Childhood" là những trải nghiệm về tuổi thơ của Jackson. Tương tự như "Scream", nội dung của "They Don't Care About Us" liên quan đến sự bất công, cũng như phân biệt chủng tộc. Trong "This Time Around", Jackson khẳng định mình là người bị "vu cáo". Bài hát có sự góp giọng của The Notorious B.I.G. (Biggie Smalls) hai năm trước khi ông qua đời vào năm 1997. Biggie sau đó còn xuất hiện trong một bài hát của Jackson, "Unbreakable" trích từ album phát hành năm 2001 của ông, Invincible; khiến anh trở thành rapper duy nhất xuất hiện trên nhiều album của Jackson. "Earth Song" đã được mô tả như là một bản "blues-opera chậm", và ca từ của nó liên quan đến vấn đề môi trường. Trong HIStory, Jackson đã hát lại hai nhạc phẩm "Smile" của Charlie Chaplin và "Come Together" của The Beatles. "Stranger in Moscow" là một bản pop ballad được xen kẽ với những âm thanh của mưa. Jackson đã mô tả lời bài hát như là "một mùa thu đi qua nhanh chóng và đột ngột". "Tabloid Junkie" là một bài hát hard funk với âm thanh của những lời trích từ các phương tiện truyền thông và báo lá cải. Bài hát cùng tên với album, "HIStory" chứa nhiều đoạn âm, bao gồm cả bài phát biểu "Tôi có một giấc mơ" của Martin Luther King Jr. "HIStory" đã không được phát hành như là một đĩa đơn từ HIStory, nhưng bản remix của nó được phát hành làm đĩa đơn trích từ Blood on the Dance Floor: HIStory in the Mix (1997).
Với lời giới thiệu trong "Little Susie", Jackson đã sử dụng những yếu tố của Kinh thánh. Những cảm hứng đằng sau bài hát nhiều khả năng đến từ một nghệ sĩ được gọi là Gottfried Helnwein. Ông ngưỡng mộ tài năng của nghệ sĩ và ông đã mua một số bức tranh của Helnwein. Một trong số đó, bức "Beautiful Victim", đã được làm cảm hứng cho bài hát. Helnwein được coi là khá khiêu khích khi anh vẽ về con người cũng như miêu tả trẻ em bị thương. Helnwein sau đó đã vẽ một bức chân dung của Jackson. Có một sự tương đồng giữa bức tranh "Beautiful Victim" và các bức hình nghệ thuật miêu tả bài hát trong HIStory.

## Tranh cãi và ảnh hưởng

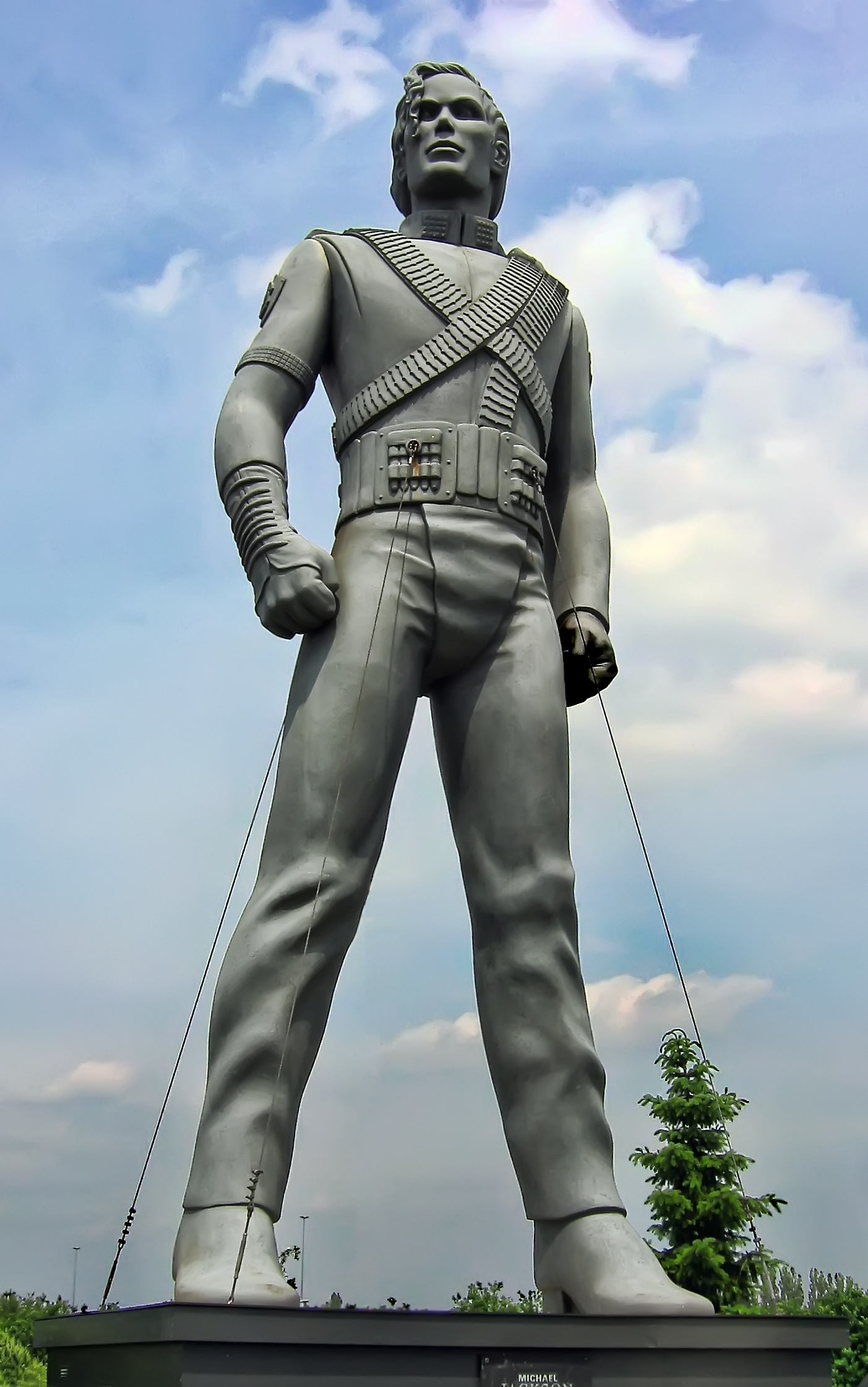
Một trong nhiều tượng Michael Jackson HIStory giống hệt nhau (được chụp lại vào ngày 3 tháng 6 năm 2005 tại Hà Lan) dựng khắp châu Âu để quảng bá cho album.

### Tranh cãi về lời bài hát They Don't Care About Us
"They Don't Care About Us", đĩa đơn thứ tư trích từ đĩa HIStory Continues của album sau khi phát hành đã gây nhiều tranh cãi về phần lời bài hát có tính chất bài trừ Do Thái. Lần đầu được đề cập công khai bởi Thời báo New York vào ngày 15 tháng 6 năm 1995, một ngày trước khi album xuất xưởng, câu hát: "Jue me, sue me" và "kick me, kike me" (Kike trong tiếng Anh có nghĩa là "tên Do Thái" với ý khinh miệt) được cho là mang ý "miệt thị". Michael sau đó đã trả lời trực tiếp với giới truyền thông, trong đó nêu lên rằng:
| “ | Có ý kiến cho rằng những lời trong bài hát của tôi có ý nghĩ tiêu cực đã khiến tôi bị tổn thương, và gây hiểu nhầm. Thực tế nội dung bài hát gửi gắm về nỗi đau của những thành kiến và thù hận là một cách để thu hút sự chú ý đến các vấn đề xã hội và chính trị. Tôi là tiếng nói của những nạn nhân và những người bị đàn áp trong xã hội. Tôi là tiếng nói của tất cả mọi người. Tôi là Người Do Thái, tôi là người da đen, tôi là người da trắng. Tôi không phải là một kẻ thích công kích. Tôi cảm thấy tức giận và phẫn nộ khi có thể tôi đã bị những hiểu lầm không đáng có" | ” |

Khi được hỏi thêm về lời bài hát, Jackson phủ nhận rằng "They Don't Care About Us" là một bài hát phản Do Thái, ông cho biết "Đây không phải là bài hát phản Do Thái bởi vì tôi không phải là người phân biệt chủng tộc...Tôi không bao giờ có thể trở thành một kẻ phân biệt chủng tộc. Tôi yêu tất cả các chủng tộc." Cùng ngày, Jackson nhận được sự hậu thuẫn từ người quản lý cũng như hãng thu âm của mình, người đã mô tả lời bài hát rất "sáng suốt", rằng họ phải đối mặt với những tiêu cực này và sẽ giải quyết sớm. Ngày hôm sau, David A. Lehrer và Rabbi Marvin Hier, các nhà lãnh đạo của hai tổ chức người Do Thái, nói rằng nỗ lực của Jackson khi thực hiện một bài hát đề cập đến sự phân biệt đối xử đã phản tác dụng. Họ bày tỏ quan điểm rằng lời bài hát được sử dụng là không phù hợp với khán giả trẻ bởi vì họ có thể không hiểu hết thông điệp của bài hát và rõ ràng bài hát đã gây phản cảm đối với một số người nghe. Họ thừa nhận rằng ý tưởng của Jackson xuất phát từ mong muốn tốt đep và đề nghị ông viết một vài lời giải thích trong album.
Vào ngày 17 tháng 6, Jackson đã đưa ra thông cáo xin lỗi công khai cho bất cứ ai bị xúc phạm bởi sự lựa chọn từ ngữ thiếu cẩn thận và hứa rằng các phiên bản sau của album sẽ gồm lời xin lỗi, Jackson kết luận rằng: "Tôi chỉ muốn tất cả các bạn biết những hành động mạnh mẽ của tôi đối với hòa bình và tình yêu, và tôi xin lỗi bất cứ ai bị tổn thương vì chuyện này". Ngày hôm sau, trong bài đánh giá album HIStory, Jon Pareles của Thời báo New York đã cáo buộc, "Trong "They Don't Care About Us", ông cho rằng Jackson đã lừa dối để lấp liếm cho lời ca đề cao tình huynh đệ với sự bùng nổ những từ ngữ chống Do Thái: 'Jew me, sue me, everybody do me/ Kick me, kike me, don't you black or white me'" (Khinh tôi, kiện tôi, mọi người đều hiếp đáp tôi/Đá tôi, khinh tôi, đừng cố gắng bôi đen hay tô trắng tôi).
Vào ngày 23 tháng 6, Jackson quyết định, mặc dù sẽ phát sinh các chi phí, ông sẽ trở lại phòng thu và thay đổi các từ ngữ vi phạm trong các phiên bản sau của album; "Jew me" và "Kike me" sẽ được thay thế bằng "do me" và "strike me". Ông cũng nhắc lại rằng ông chấp nhận sự khó chịu của một số phần tử. Spike Lee, người sẽ trực tiếp đạo diễn cho video ca nhạc cho "They Don't Care About Us", nói rằng ông cảm thấy có một quy luật 2 mặt trong ngành công nghiệp âm nhạc, bình luận rằng việc sử dụng các từ như "nigga" trong âm nhạc, không có gì đáng tranh cãi. Ngoài ra, rapper Notorious BIG, sử dụng từ nigga trong một bài hát khác của album HIStory - "This Time Around", nhưng nó không bị mổ xẻ bởi giới truyền thông. Jackson cũng sử dụng từ "shit" trong bài hát đó cũng như từ "ass" trong "D.S.", nhưng nó không gây nhiều sự chú ý so với những lời cáo buộc chống Do Thái bị cáo buộc trong "They Don't Care About Us" cũng như việc sử dụng các từ "fuck" trong "Scream".

### Video ca nhạc
Những video ca nhạc trong kỷ nguyên HIStory đề cập đến nhiều vấn đề khác nhau. Như "They Don't Care About Us" đã giúp mang lại những nhận thức về đói nghèo tại Brazil cũng như thu hút sự chú ý đến nơi đây của thế giới. Video được đạo diễn bởi Spike Lee, Jackson nói rằng Lee đã được chọn để chỉ đạo cho video vì bài hát "có một khía cạnh, là Spike Lee đã tiếp cận tôi. Đó là một bài hát về nhận thức cộng đồng, có cảm giác giống như một hình thức biểu tình...và tôi nghĩ anh ấy đã làm nên video này rất hoàn hảo". Jackson cũng đã hợp tác với 200 thành viên của các nhóm văn hóa Olodum, chơi dàn trống trong đoạn video. Sự quan tâm của phương tiện truyền thông xung quanh việc video ca nhạc này đã giới thiệu văn hóa Olodum đến 140 quốc gia trên thế giới. Nó mang lại cho họ danh tiếng trên toàn thế giới và tăng uy tín của họ tại Brazil. Lucia Nagib, của The New Brazilian Cinema, nói về video ca nhạc: 
| “ | Khi Michael Jackson quyết định quay video ca nhạc mới của mình trong một khu ổ chuột tại Rio de Janeiro...với hình ảnh những người dân nơi đây...Tất cả đã mang đến sức hấp dẫn mơ hồ về chính trị trong đó...các khía cạnh thú vị về chiến lược của Jackson đã mang đến hiệu quả khi đề cập đến sự nghèo đói và các vấn đề xã hội ở các nước như Brazil mà không cần đến diễn văn chính trị truyền thống, Các khía cạnh của vấn đề mà không cần đem sự nghèo đói thực sự vào. | ” |

Năm 2009, tạp chí Billboard mô tả nơi đây "hiện tại đã là một mô hình xã hội phát triển" và nói rằng tầm ảnh hưởng của Jackson đã góp phần cải thiện tình hình nơi đây.. Lần đầu tiên trong sự nghiệp của mình, Jackson đã thực hiện một video ca nhạc thứ hai cho một bài hát duy nhất. Phiên bản thứ hai này được quay trong một nhà tù với các tù nhân; trong video, Jackson đã bị còng tay và có cảnh quay đời thực về các vấn đề: cảnh sát tấn công người Mỹ gốc Phi, các KKK, sự diệt chủng, và vi phạm nhân quyền khác. Video ca nhạc cho "Earth Song" đã nhận được những lời khen ngợi cho việc phản ánh trực diện những vấn đề đáng báo động của môi trường. Năm 1995, video nhận được giải thưởng Genesis cho Giải thưởng âm nhạc Doris Day, trao hàng năm cho những nhận thức về động vật. Năm 2008, một nhà văn thuộc Sở Giao dịch Nigeria đã lưu ý rằng, "Earth Song" đã thu hút sự chú ý của toàn thế giới vào sự suy thoái và diệt vọng của trái đất thông qua "những hoàn cảnh số phận của những con người trong video".
Hai video ca nhạc khác từ HIStory cũng đã tạo nên những ảnh hưởng nhất định. Video "Stranger In Moscow" của Jackson đã xuất hiện trong chiến dịch quảng cáo cho Giải Cricket quốc tế năm 2004, trong đó bao gồm "một loạt các hình ảnh quảng cáo ngoài trời thông minh và hợp lý". Quảng cáo này lấy cảm hứng từ video "Stranger In Moscow" nơi "những cô gái trẻ cố gắng chạy nhanh khỏi cơn mưa, trong khi đứa trẻ chơi cricket". "Scream" cũng mang đến những ảnh hưởng sáng tạo nghệ thuật trong các video ca nhạc khác như "No Scrubs" của TLC. Những ảnh hưởng này cũng đã xuất hiện trong phiên bản năm 2008 của "Shawty Get Loose" của Lil Mama và Chris Brown. Phản ứng lại những so sánh với Scream, Mama giải thích, "Tôi cảm thấy vinh dự, vì đó là một trong những mục tiêu ban đầu của chúng tôi, và tôi cảm thấy rằng nó đã được thực hiện tốt", cô nói thêm rằng màn thi đua giữa cô và Brown là sự trùng hợp duy nhất với vai diễn của Jackson.

## Quảng bá
Sony Music đã chi 30 triệu đô để quảng bá cho album. Trước khi phát hành album, các tờ báo âm nhạc đã dự đoán album sẽ bán như thế nào. Một nhà phân tích cho SoundScan đã bày tỏ ý kiến rằng báo chí đã mất liên lạc với công chúng khi họ đã đến Jackson, công chúng thích anh ấy, trong khi báo chí thì ngược lại. Ông tin rằng "người nói không" trong các phương tiện truyền thông sẽ được sự ngạc nhiên với việc tiếp nhận thương mại cho chiến dịch quảng bá của HIStory. "Smile", "This Time Around" và "D.S." đã được phát hành như là đĩa đơn quảng bá vào năm 1995 và tháng 12 năm 1997. Do thiếu phát sóng trên radio, "Smile" và "D.S." đã không xuất hiện trên bất kỳ bảng xếp hạng âm nhạc nào trên toàn thế giới. "This Time Around", được phát hành như là đĩa đơn trên sóng phát hành tại Hoa Kỳ trong tháng 12 năm 1995. Bài hát đã đạt vị trí số 23 trên bảng xếp hạng Billboard Hot R&B Singles và 18 trên Hot Dance Music/Club Play.
Để quảng cáo cho album, Jackson bắt tay thực hiện chuyến lưu diễn thế giới thành công về mặt thương mại, mang tên HIStory World Tour. Đây là chuyến lưu diễn thứ ba và cũng là cuối cùng trong sự nghiệp của Jackson, dưới tư cách nghệ sĩ hát đơn. HIStory World Tour, bắt đầu tại Prague, Cộng hòa Séc vào ngày 7 tháng 9 năm 1996, thu hút hơn 4,5 triệu người hâm mộ từ 58 thành phố ở 35 quốc gia trên khắp thế giới. Trung bình mỗi chuyến lưu diễn thu hút 54.878 người và kéo dài 82 ngày. Jackson đã không thực hiện bất kỳ buổi hòa nhạc nào tại Hoa Kỳ, ngoại trừ hai buổi hòa nhạc vào tháng 1 năm 1997 tại Hawaii. Chi phí chỗ ngồi VIP, trung bình tốn khoảng 200 đô mỗi người. Mỗi buổi hòa nhạc ước tính kéo dài hai giờ và mười phút. HIStory World Tour kết thúc tại Durban, Nam Phi vào ngày 15 tháng 10 năm 1997.

### Tiếp nhận và doanh số
Album nhận được những đánh giá trái chiều từ giới phê bình, nhưng đa số là khen ngợi. Về mặt thương mại, HIStory ra mắt tại vị trí số một trên các bảng xếp hạng Billboard 200 và Top R&B/Hip-Hop Albums với hơn 391.000 bản được tiêu thụ trong tuần đầu. Album được chứng nhận bảy đĩa Bạch kim từ Hiệp hội Công nghiệp ghi âm Mỹ (RIAA) vào ngày 22 tháng 10 năm 1999, công nhận 3,5 triệu album được tiêu thụ ở Hoa Kỳ kể từ khi phát hành. Theo RIAA, album đa đĩa được tính một lần cho mỗi đĩa trong album, do đó HIStory được tính riêng biệt dưới mục đích chứng nhận, có nghĩa là album đạt được đĩa bạch kim tại Hoa Kỳ sau khi 500.000 bản đã được tiêu thụ, không phải là một triệu. Ở châu Âu, Liên đoàn công nghiệp ghi âm đã chứng nhận 6 lần đĩa bạch kim, công nhận 6 triệu được tiêu thụ trong lục địa, bao gồm 1,5 triệu bản ở Đức và 1,2 triệu bản được tiêu thụ ở Vương quốc Anh. Đến năm 2010, HIStory đã bán được hơn 20 triệu bản (tính theo cấp số nhân, tổng cộng là 40 triệu bản) trên toàn thế giới, theo MSNBC, là album đa đĩa bán chạy nhất mọi thời đại.
HIStory nhận được nhiều đề cử giải Grammy trong hai năm 1996 và 1997, và chiến thắng một giải. "You Are Not Alone" được đề cử ở hạng mục Trình diễn giọng pop nam xuất sắc nhất, "Scream" được đề cử ở hạng mục Hợp tác giọng pop xuất sắc nhất và video của nó giành giải Video hình thái ngắn xuất sắc nhất; "Earth Song" cũng được đề cử ở hạng mục này một năm sau đó. Album còn được đề cử cho Album của năm. Tại Giải Video âm nhạc của MTV năm 1995, "Scream" đã nhận được mười đề cử, và chiến thắng ba giải.

## Đĩa đơn

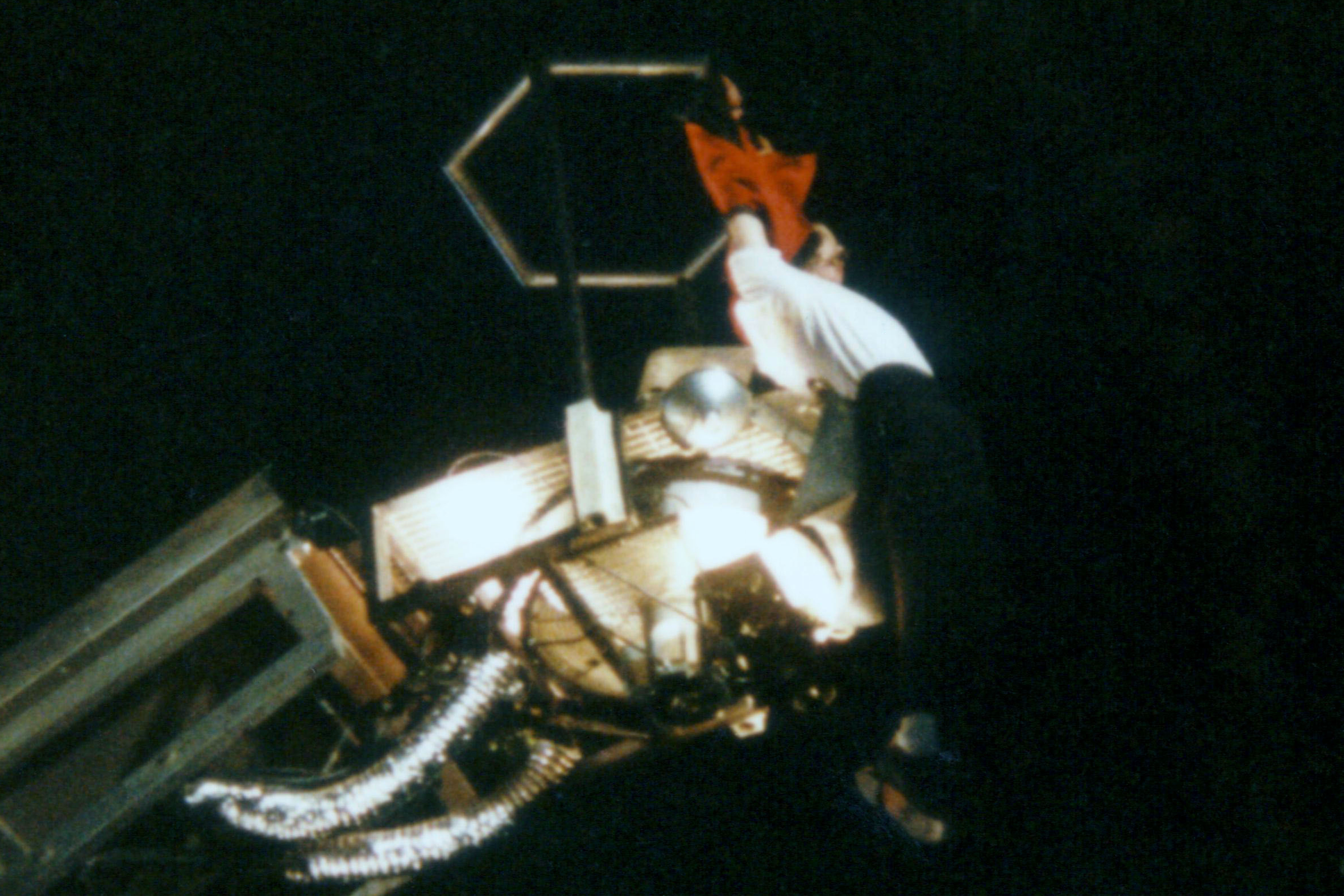
Jackson đang biểu diễn "Earth Song" ngày 20 tháng 6 năm 1997, tại Lausanne trong HIStory World Tour. Trong màn biểu diễn Jackson treo lơ lửng từ các cạnh của cần cẩu

Nhiều đĩa đơn đã được phát hành từ HIStory. "Scream/Childhood", là một đĩa đơn mặt A-đôi, đã được phát hành như là đĩa đơn đầu tiên trích từ HIStory vào tháng 5 năm 1995. "Scream" được hát và thực hiện bởi Jackson và em gái Janet Jackson. Đĩa đơn nhanh chóng ra mắt ở vị trí thứ năm - cũng là vị trí cao nhất của nó, trên bảng xếp hạng Billboard Hot 100. Bài hát đã nhận được một đề cử Grammy cho "Trình diễn hợp tác giọng pop xuất sắc nhất". Video ca nhạc cho "Scream" là một trong những bài hát được giới phê bình hoan nghênh nhất về video ca nhạc của Jackson, và gặt hái nhiều giải thưởng và đề cử lớn. Với ngân sách sản xuất video là chín triệu đô-la, "Scream" đã được công nhận là video ca nhạc đắt đỏ nhất từng được thực hiện vào năm 2010.
"You Are Not Alone" là đĩa đơn thứ hai phát hành từ HIStory. Sau khi ra mắt ở vị trí số một trên Billboard Hot 100 vào ngày 2 tháng 9 năm 1995, nó trở thành bài hát đầu tiên trong lịch sử bảng xếp hạng làm được điều này, phá vỡ kỷ lục trước đó của "Scream". "You Are Not Alone" đã được phát hành trong tháng 8 năm 1995, đứng đầu các bảng xếp hạng tại các thị trường quốc tế như Vương quốc Anh, Pháp, và Tây Ban Nha. Bài hát này được xem là một thành công lớn về mặt nghệ thuật lẫn thương mại.
"Earth Song" là đĩa đơn thứ ba được phát hành vào tháng 11 năm 1995. "Earth Song" không lọt vào bảng xếp hạng Billboard Hot 100. Trên thị trường quốc tế, nó đứng đầu các bảng xếp hạng ở bốn quốc gia, và nằm trong top 10 ở chín quốc gia khác. Bài hát đã đứng đầu bảng xếp hạng UK Singles Chart ở Vương quốc Anh trong sáu tuần vào dịp Giáng sinh năm 1995 và đã bán được một triệu bản, trở thành đĩa đơn thành công nhất của Jackson tại đây.
"They Don't Care About Us" là đĩa đơn thứ tư. Nó đạt đến vị trí 30 trên Hot 100, và nằm trong top 10 của Billboard's Hot Dance Music và Hot R&B Singles Charts.. Bài hát thành công hơn tại các quốc gia khác, so với Hoa Kỳ, khi nằm trong top 10 tại 14 quốc gia. Bài hát đạt vị trí quán quân ở Đức trong ba tuần, hạng hai ở Tây Ban Nha, hạng ba ở Áo, Thụy Điển và Thụy Sĩ, cũng như hạng tư ở Pháp và Hà Lan.
"Stranger in Moscow" được phát hành như là đĩa đơn thứ năm và cuối cùng trong tháng 11 năm 1996, và nhận được nhiều phản ứng tích cực từ các nhà phê bình. "Stranger in Moscow" trở thành đĩa đơn kém thành công nhất của Jackson tại Hoa Kỳ, nơi nó đạt vị trí thứ 90. Tuy nhiên, bài hát lại đạt được những thành tích khả quan hơn trên thị trường quốc tế, đứng đầu bảng xếp hạng ở Tây Ban Nha và Ý, trong khi lọt vào top 10 ở New Zealand, Thụy Sĩ và Vương quốc Anh.

## Danh sách bài hát
| HIStory Begins (Đĩa 1) | HIStory Begins (Đĩa 1)                                               | HIStory Begins (Đĩa 1)                          | HIStory Begins (Đĩa 1) |
| STT                    | Nhan đề                                                              | Sáng tác                                        | Thời lượng             |
| ---------------------- | -------------------------------------------------------------------- | ----------------------------------------------- | ---------------------- |
| 1.                     | "Billie Jean" (Từ Thriller)                                          | Michael Jackson                                 | 4:54                   |
| 2.                     | "The Way You Make Me Feel" (Từ Bad)                                  | Michael Jackson                                 | 4:57                   |
| 3.                     | "Black or White" (song ca với L.T.B.) (từ Dangerous)                 | Michael Jackson; lời phần rap bởi Bill Bottrell | 4:15                   |
| 4.                     | "Rock with You" (Từ Off the Wall)                                    | Rod Temperton                                   | 3:39                   |
| 5.                     | "She's Out of My Life" (Từ Off the Wall)                             | Tom Bahler                                      | 3:37                   |
| 6.                     | "Bad" (từ Bad)                                                       | Michael Jackson                                 | 4:07                   |
| 7.                     | "I Just Can't Stop Loving You" (song ca với Siedah Garrett) (từ Bad) | Michael Jackson                                 | 4:11                   |
| 8.                     | "Man in the Mirror" (Từ Bad)                                         | Siedah Garrett, Glen Ballard                    | 5:18                   |
| 9.                     | "Thriller" (Từ Thriller)                                             | Rod Temperton                                   | 5:57                   |
| 10.                    | "Beat It" (Từ Thriller)                                              | Michael Jackson                                 | 4:18                   |
| 11.                    | "The Girl Is Mine" (song ca với Paul McCartney) (từ Thriller)        | Michael Jackson                                 | 3:41                   |
| 12.                    | "Remember the Time" (Từ Dangerous)                                   | Teddy Riley, Michael Jackson, Bernard Belle     | 3:59                   |
| 13.                    | "Don't Stop 'til You Get Enough" (Từ Off the Wall)                   | Michael Jackson                                 | 6:04                   |
| 14.                    | "Wanna Be Startin' Somethin'" (Từ Thriller)                          | Michael Jackson                                 | 6:02                   |
| 15.                    | "Heal the World" (Từ Dangerous)                                      | Michael Jackson                                 | 6:24                   |

| HIStory Continues (Đĩa 2) | HIStory Continues (Đĩa 2)                             | HIStory Continues (Đĩa 2)                                     | HIStory Continues (Đĩa 2) |
| STT                       | Nhan đề                                               | Sáng tác                                                      | Thời lượng                |
| ------------------------- | ----------------------------------------------------- | ------------------------------------------------------------- | ------------------------- |
| 1.                        | "Scream" (song ca với Janet Jackson)                  | James Harris III, Terry Lewis, Michael Jackson, Janet Jackson | 4:38                      |
| 2.                        | "They Don't Care About Us"                            | Michael Jackson                                               | 4:44                      |
| 3.                        | "Stranger in Moscow"                                  | Michael Jackson                                               | 5:43                      |
| 4.                        | "This Time Around" (hợp tác với The Notorious B.I.G.) | Michael Jackson, Dallas Austin, Bruce Swedien, René Moore     | 4:20                      |
| 5.                        | "Earth Song"                                          | Michael Jackson                                               | 6:46                      |
| 6.                        | "D.S." (hợp tác Slash)                                | Michael Jackson                                               | 4:50                      |
| 7.                        | "Money"                                               | Michael Jackson                                               | 4:41                      |
| 8.                        | "Come Together" (hát lại từ The Beatles)              | John Lennon, Paul McCartney                                   | 4:02                      |
| 9.                        | "You Are Not Alone"                                   | R. Kelly                                                      | 5:45                      |
| 10.                       | "Childhood" (bài hát chủ đề của Free Willy 2)         | Michael Jackson                                               | 4:28                      |
| 11.                       | "Tabloid Junkie"                                      | Michael Jackson, James Harris III, Terry Lewis                | 4:32                      |
| 12.                       | "2 Bad" (hợp tác với Shaquille O'Neal)                | Michael Jackson, Bruce Swedien, René Moore, Dallas Austin     | 4:49                      |
| 13.                       | "HIStory" (hát nền bởi Boyz II Men)                   | Michael Jackson, James Harris III, Terry Lewis                | 6:37                      |
| 14.                       | "Little Susie"                                        | Michael Jackson                                               | 6:13                      |
| 15.                       | "Smile" (hát lại từ Charlie Chaplin)                  | Charlie Chaplin; John Turner, Geoffrey Parsons                | 4:56                      |

## Xếp hạng
| Bảng xếp hạng (1995–2009)                | Vị trí cao nhất |
| ---------------------------------------- | --------------- |
| Argentina (CAPIF)                        | 2               |
| Album Úc (ARIA)                          | 1               |
| Album Áo (Ö3 Austria)                    | 2               |
| Album Bỉ (Ultratop Vlaanderen)           | 1               |
| Album Bỉ (Ultratop Wallonie)             | 1               |
| Brazil (ABPD)                            | 1               |
| Canada (RPM)                             | 1               |
| Canada (The Record)                      | 1               |
| Chile (APF Chile)                        | 1               |
| Cộng Hòa Séc (IFPI)                      | 13              |
| Đan Mạch (Hitlisten)                     | 1               |
| Album Hà Lan (Album Top 100)             | 1               |
| Châu Âu (European Top 100 Albums)        | 1               |
| Phần Lan (Suomen virallinen lista)       | 2               |
| Pháp (SNEP)                              | 1               |
| Đức (Offizielle Top 100)                 | 1               |
| Album Hungaria (MAHASZ)                  | 4               |
| Ý (FIMI)                                 | 1               |
| Ireland (IRMA)                           | 1               |
| Nhật Bản (Oricon)                        | 3               |
| Mexico (Top 100 Mexico)                  | 9               |
| Album New Zealand (RMNZ)                 | 1               |
| Album Na Uy (VG-lista)                   | 1               |
| Bồ Đào Nha (AFP)                         | 2               |
| Tây Ban Nha (PROMUSICAE)                 | 2               |
| Album Scotland (OCC)                     | 1               |
| Album Thụy Điển (Sverigetopplistan)      | 3               |
| Album Thụy Sĩ (Schweizer Hitparade)      | 1               |
| Album Anh Quốc (OCC)                     | 1               |
| Album Anh Quốc R&B (OCC)                 | 1               |
| Album Hoa Kỳ Billboard 200               | 1               |
| Album Hoa Kỳ Top R&B/Hip-Hop (Billboard) | 1               |

| Bảng xếp hạng (1990–1999)    | Vị trí |
| ---------------------------- | ------ |
| Austrian Albums (Ö3 Austria) | 14     |

| Bảng xếp hạng        | Vị trí |
| -------------------- | ------ |
| French Albums (SNEP) | 31     |

| Bảng xếp hạng (1995)                      | Vị trí |
| ----------------------------------------- | ------ |
| Australian Albums (ARIA)                  | 4      |
| Austrian Albums (Ö3 Austria)              | 18     |
| Belgian Albums (Ultratop Flanders)        | 12     |
| Belgian Albums (Ultratop Wallonia)        | 3      |
| Canadian Albums (RPM)                     | 11     |
| Dutch Albums (MegaCharts)                 | 13     |
| Europe (European Top 100 Albums)          | 8      |
| French Albums (SNEP)                      | 3      |
| German Albums (Offizielle Top 100)        | 12     |
| Italian Albums (FIMI)                     | 23     |
| Japanese Albums (Oricon)                  | 40     |
| New Zealand (Recorded Music NZ)           | 5      |
| Norwegian Summer Period Albums (VG-lista) | 3      |
| Swedish Albums (Sverigetopplistan)        | 35     |
| Swiss Albums (Schweizer Hitparade)        | 8      |
| UK Albums (OCC)                           | 6      |
| US Billboard 200                          | 32     |
| US Top R&B/Hip-Hop Albums (Billboard)     | 28     |
| Bảng xếp hạng (1996)                      | Vị trí |
| Australian Albums (ARIA)                  | 13     |
| Austrian Albums (Ö3 Austria)              | 23     |
| Dutch Albums (MegaCharts)                 | 7      |
| Europe (European Top 100 Albums)          | 7      |
| French Albums (SNEP)                      | 8      |
| German Albums (Offizielle Top 100)        | 11     |
| New Zealand (Recorded Music NZ)           | 13     |
| Swedish Albums (Sverigetopplistan)        | 85     |
| Swiss Albums (Schweizer Hitparade)        | 15     |
| UK Albums (OCC)                           | 36     |
| US Billboard 200                          | 177    |
| Bảng xếp hạng (1997)                      | Vị trí |
| Australian Albums (ARIA)                  | 66     |
| Belgian Albums (Ultratop Flanders)        | 79     |
| Belgian Albums (Ultratop Wallonia)        | 65     |
| Dutch Albums (MegaCharts)                 | 57     |
| Europe (European Top 100 Albums)          | 90     |
| French Albums (SNEP)                      | 40     |
| German Albums (Offizielle Top 100)        | 80     |
| New Zealand (Recorded Music NZ)           | 35     |
| Bảng xếp hạng (2009)                      | Vị trí |
| German Albums (Offizielle Top 100)        | 87     |

## Chứng nhận
| Quốc gia                                                                           | Chứng nhận  | Số đơn vị/doanh số chứng nhận |
| ---------------------------------------------------------------------------------- | ----------- | ----------------------------- |
| Argentina (CAPIF)                                                                  | Bạch kim    | 60.000^                       |
| Úc (ARIA)                                                                          | 8× Bạch kim | 560.000^                      |
| Áo (IFPI Áo)                                                                       | 2× Bạch kim | 100.000*                      |
| Brasil (Pro-Música Brasil)                                                         | Vàng        | 100.000*                      |
| Canada (Music Canada)                                                              | 5× Bạch kim | 500.000^                      |
| Đan Mạch (IFPI Đan Mạch)                                                           | 5× Bạch kim | 250.000^                      |
| Phần Lan (Musiikkituottajat)                                                       | Bạch kim    | 61,352                        |
| Pháp (SNEP)                                                                        | Kim cương   | 1,644,200                     |
| Đức (BVMI)                                                                         | 3× Bạch kim | 1.500.000^                    |
| Ý (FIMI)                                                                           | Vàng        | 50.000*                       |
| Nhật Bản (RIAJ)                                                                    | 2× Bạch kim | 0^                            |
| México (AMPROFON)                                                                  | Vàng        | 100.000^                      |
| Hà Lan (NVPI)                                                                      | 3× Bạch kim | 300.000^                      |
| New Zealand (RMNZ)                                                                 | 9× Bạch kim | 135.000^                      |
| Na Uy (IFPI)                                                                       | Bạch kim    | 50.000*                       |
| Ba Lan (ZPAV)                                                                      | Bạch kim    | 0*                            |
| Hàn Quốc                                                                           | —           | 300,000                       |
| Tây Ban Nha (PROMUSICAE)                                                           | 3× Bạch kim | 300.000^                      |
| Thụy Điển (GLF)                                                                    | Bạch kim    | 100.000^                      |
| Thụy Sĩ (IFPI)                                                                     | 3× Bạch kim | 150.000^                      |
| Anh Quốc (BPI)                                                                     | 4× Bạch kim | 1.200.000^                    |
| Anh Quốc (BPI) Greatest Hits: History Volume 1                                     | Vàng        | 100.000^                      |
| Hoa Kỳ (RIAA)                                                                      | 7× Bạch kim | 7.000.000^                    |
| Hoa Kỳ (RIAA) Greatest Hits: History Volume 1                                      | Bạch kim    | 1.000.000^                    |
| Tổng hợp                                                                           |             |                               |
| Châu Âu (IFPI)                                                                     | 6× Bạch kim | 6.000.000*                    |
| * Chứng nhận dựa theo doanh số tiêu thụ. ^ Chứng nhận dựa theo doanh số nhập hàng. |             |                               |